# Wachbühl
Der Wachbühl ist ein 792,7 m ü. NHN hoher Aussichtsberg in der Raumschaft Bad Wurzach im Landkreis Ravensburg.

## Lage und Geographie
Der Wachbühl ist die höchste Erhebung der Raumschaft Bad Wurzach, des Zeiler Schotterfelds und im ehemaligen Oberamt Leutkirch. Der Aussichtspunkt befindet sich auf der Gemarkung von Seibranz und gewährt an klaren Tagen einen Überblick über die gesamte Alpenkette, Allgäuer Vorland und Oberschwaben.
Nach Norden hat man eine gute Übersicht auf die stark bewaldete Marstetter Schotterebene, Donautal und Schwäbische Alb. Alle Flüsse, die im Bereich Wachbühl entstehen fließen nach Norden, werden also über das Flusssystem Donau entwässert. In der Nähe liegt das tobelähnliche Teufelsloch. Mindestens einmal im Jahr wird auf dem Wachbühl eine Bergmesse oder ein Berggottesdienst zelebriert.
Fünf Kilometer südwestlich der eiszeitlichen Endmoräne, auf 745 Meter Höhe befindet sich die Residenz der fürstlichen Familie und ehemaligen Inhaber des Reichserbtruchsessenamtes des Heiligen Römischen Reiches von Waldburg-Zeil, Schloss Zeil. Die Schlossanlage liegt auf der Gemarkung von Reichenhofen und gehört damit zur Stadt Leutkirch im Allgäu.
Im Jahr 1871 wurde anlässlich des Sieges Deutschlands über Frankreich im selben Jahr die sogenannte Friedenslinde auf dem Wachbühl gepflanzt, die seitdem majestätisch das Tal und die Alpen überblickt.

## Naturräumliche Zuordnung
Der Wachbühl wird naturräumlich wie folgt zugeordnet:
- (zu 04 Donau-Iller-Lech-Platte)
  - (zu 041 Riß-Aitrach-Platten)
    - (zu 041.2 Altmoränenplatten zwischen Riß und Rottum)
      - 041.22 Altmoränenplatten um das Wurzacher Ried

Innerhalb der Einheit 041.22, in deren Süden er liegt, ist der Wachbühl die höchste Erhebung.

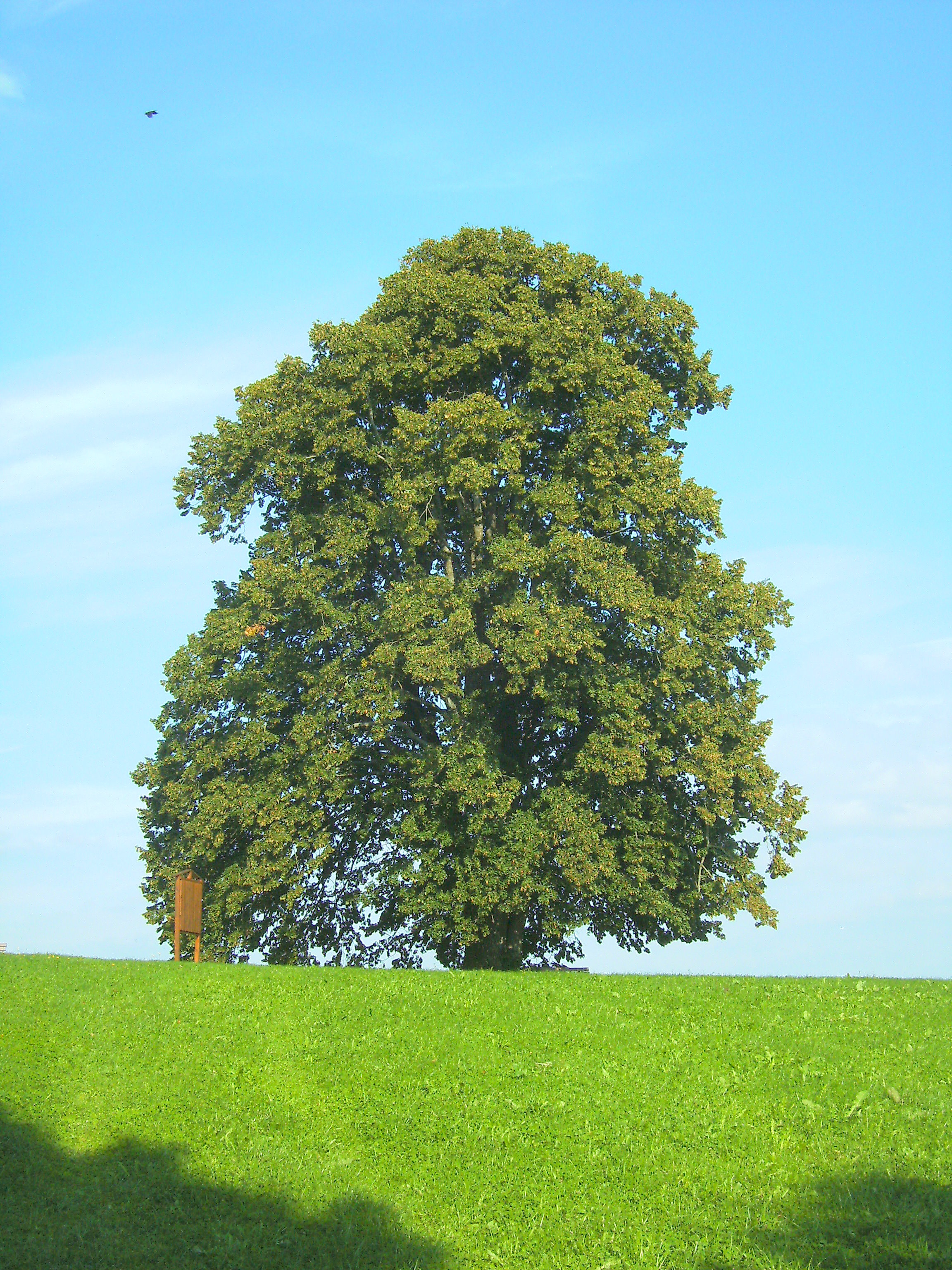
Linde im Sommer
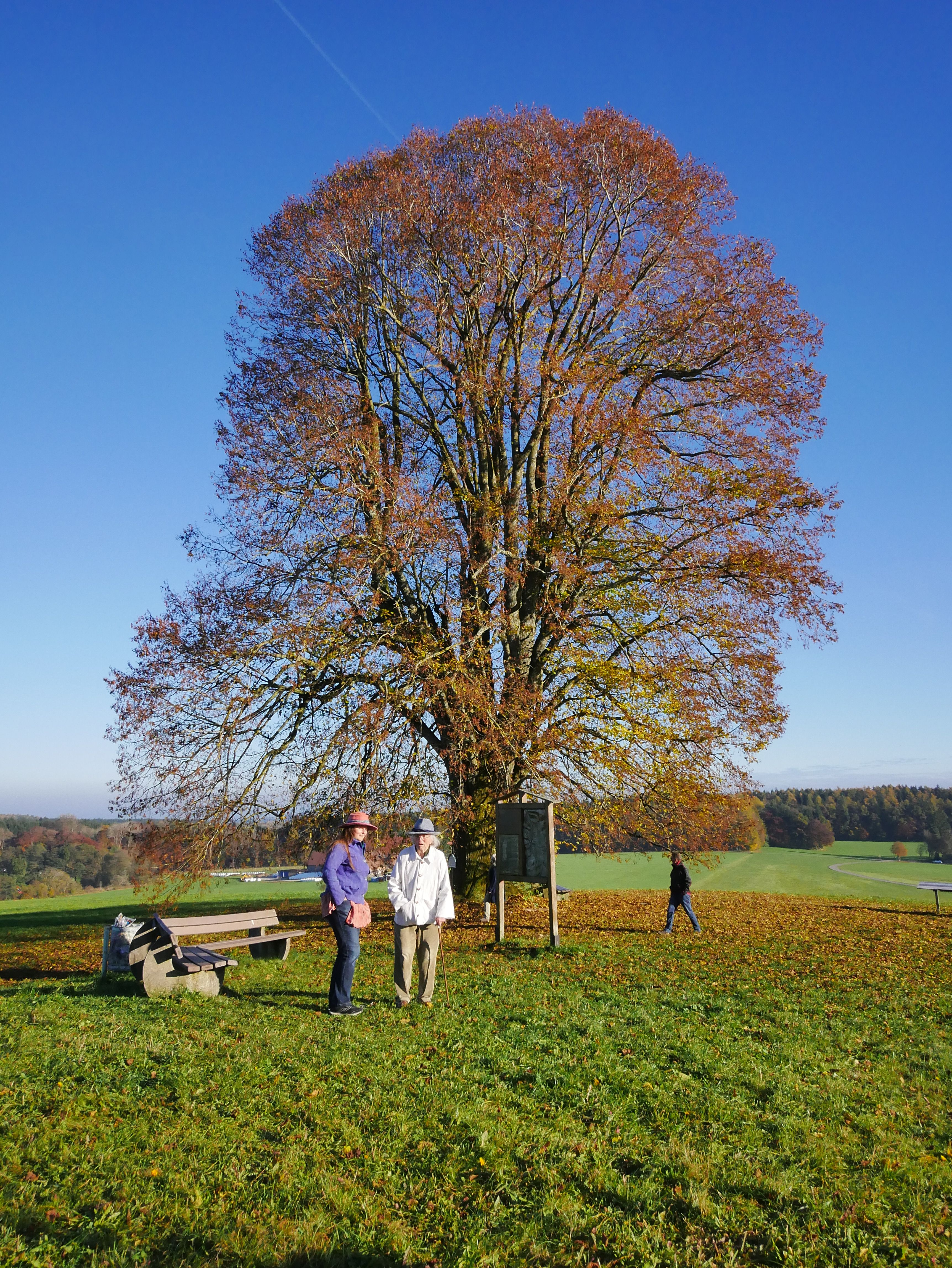
Linde im Herbst
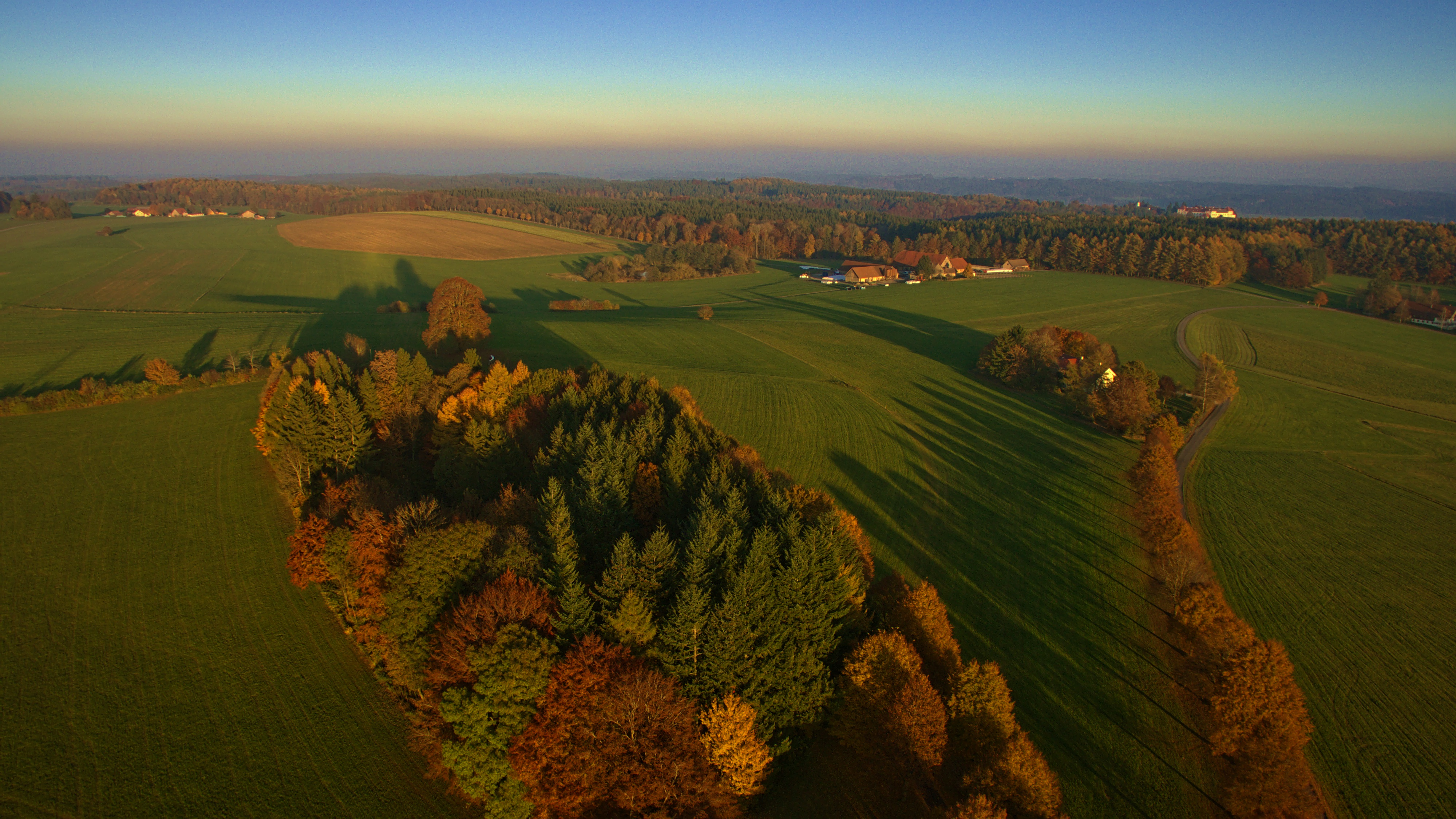
Höchster Punkt an der Linde links, ganz rechts Schloss Zeil
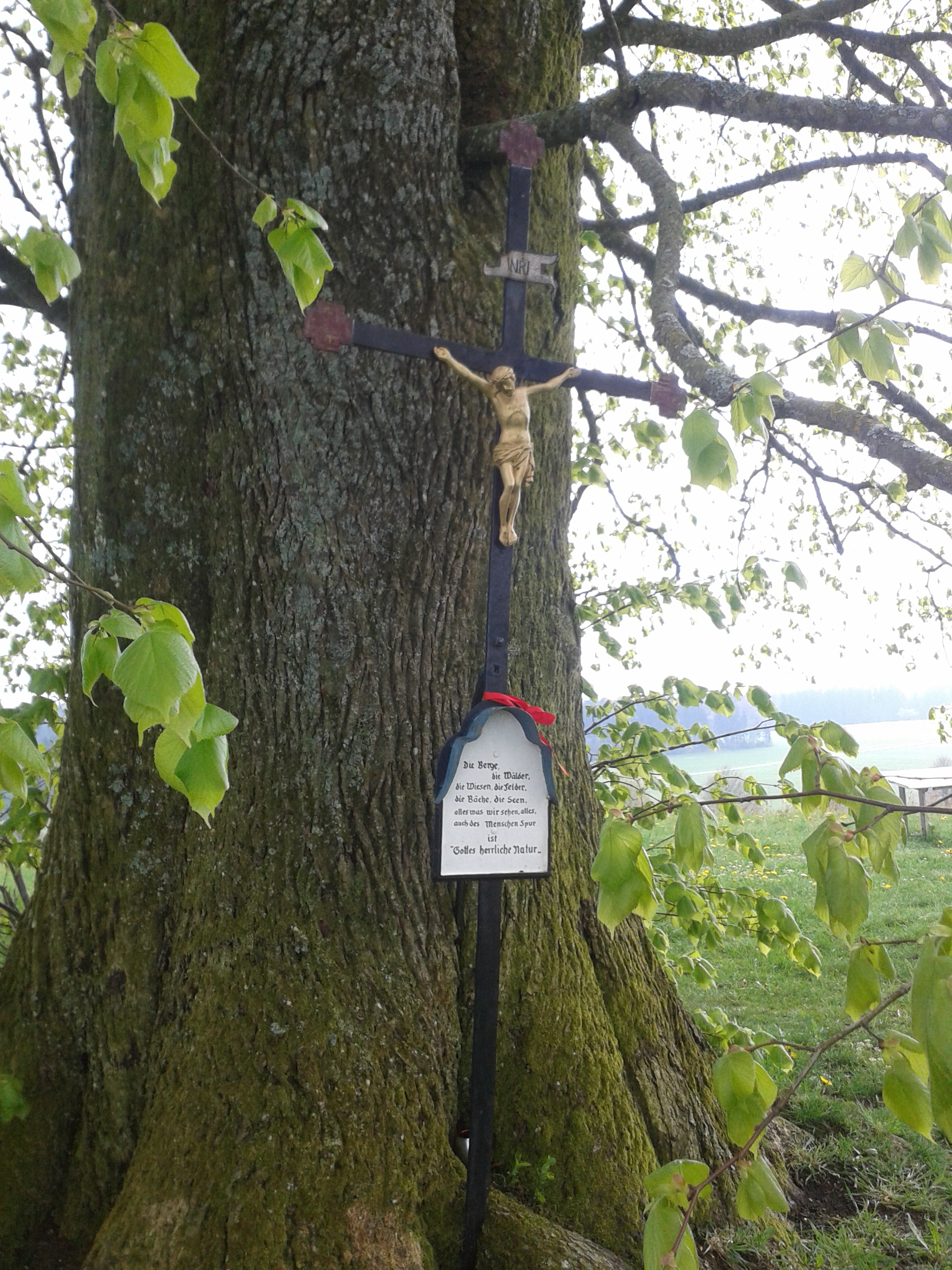
Wegekreuz
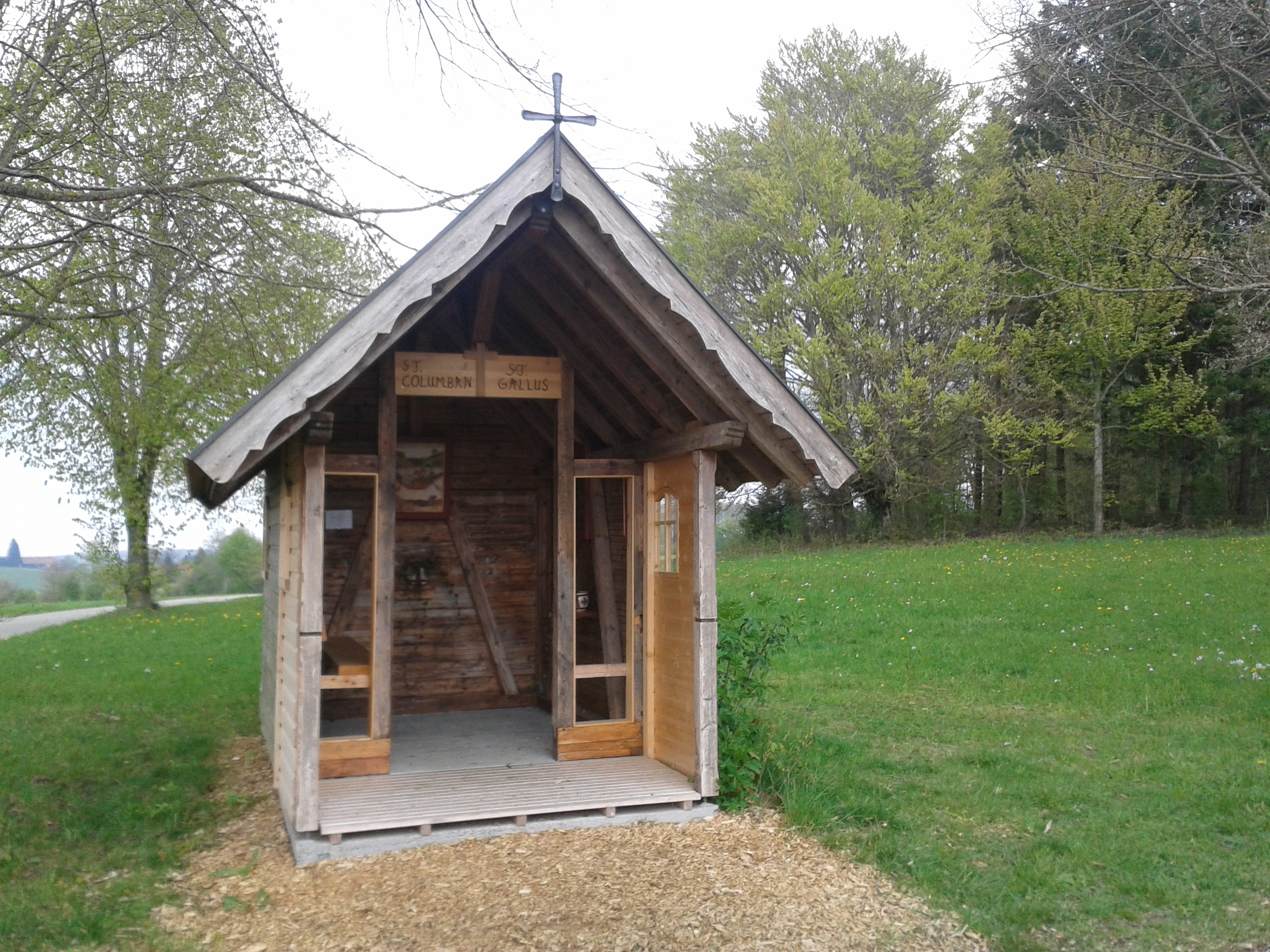
St. Columban und St. Gallus-Kapelle
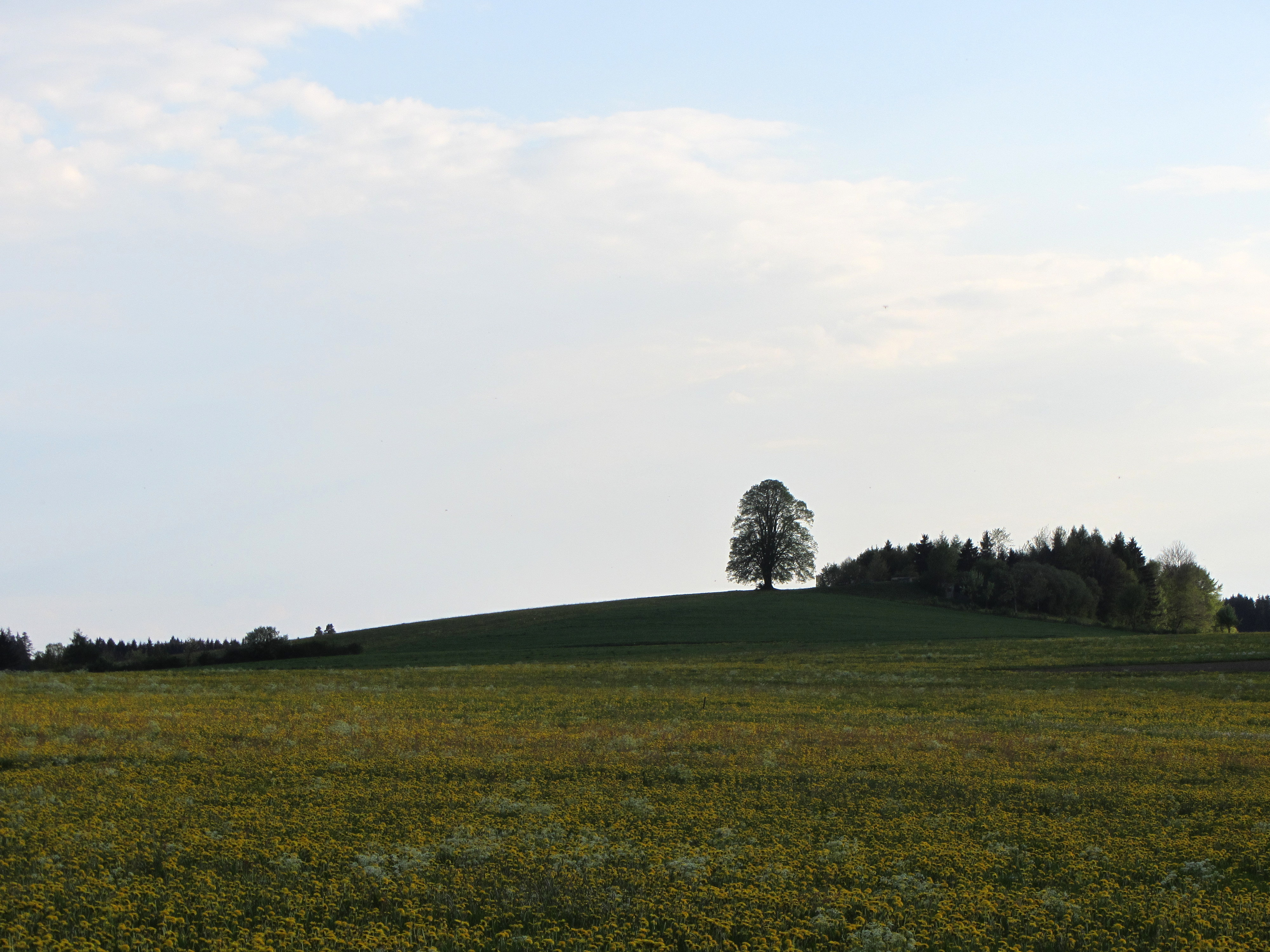
Von Norden
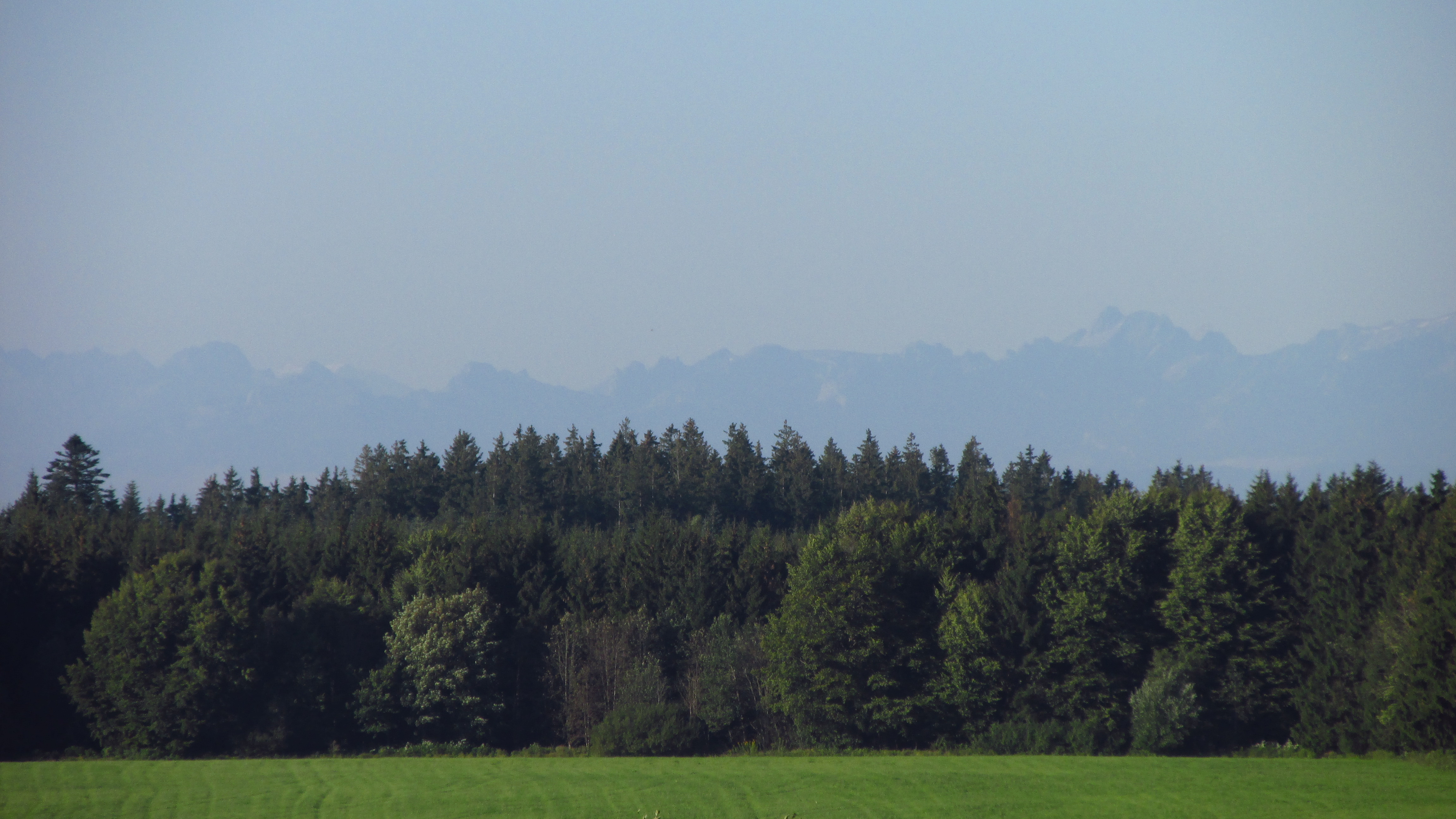
Fernsicht vom Wachbühl auf die westliche Alviergruppe (links), den schneebedeckten, 127 km entfernten Glarner Vorab, Furgglenfirst halblinks, Altmann (halbrechts)

## Nachweise
1. ↑  Karten und Daten des Bundesamtes für Naturschutz (Hinweise)
2. ↑  Hansjörg Dongus: Geographische Landesaufnahme: Die naturräumlichen Einheiten auf Blatt 188/194 Kaufbeuren/Mittenwald. Bundesanstalt für Landeskunde, Bad Godesberg 1993. → Online-Karte (PDF; 6,4 MB)